# Stacy Martin
Stacy Martin (Parigi, 20 marzo 1990) è un'attrice ed ex modella francese.

## Biografia
Nata a Parigi da padre francese e da madre inglese, si è trasferita con suo padre all'età di sette anni in Giappone, per poi tornare in Francia a tredici anni. Finiti gli studi, si è trasferita a Londra, per perseguire il suo sogno di diventare un'attrice, intraprendendo anche la carriera di modella con l'agenzia Premier Model Management. Nel 2013 la Martin ha recitato nel ruolo della giovane Joe nel film di Lars von Trier Nymphomaniac. Per questo ruolo è stata candidata al premio Bodil per la miglior attrice protagonista.
In seguito al grande successo riscosso dalla sua performance in Nymphomaniac, Stacy è stata chiamata a recitare a fianco di Tom Hiddleston, Jeremy Irons e Luke Evans nel film High-Rise di Ben Wheatley, e in seguito nel film di Matteo Garrone Il racconto dei racconti - Tale of Tales, affiancata da Vincent Cassel. Nel 2015 recita con Robert Pattinson, Bérénice Bejo e Liam Cunningham nel film The Childhood of a Leader - L'infanzia di un capo di Brady Corbet e in Taj Mahal diretto da Nicolas Saada con Alba Rohrwacher e Gina McKee, entrambi presentati nella sezione Orizzonti della 72ª Mostra internazionale d'arte cinematografica di Venezia.
È fidanzata col musicista inglese Daniel Blumberg.

## Filmografia

### Cinema

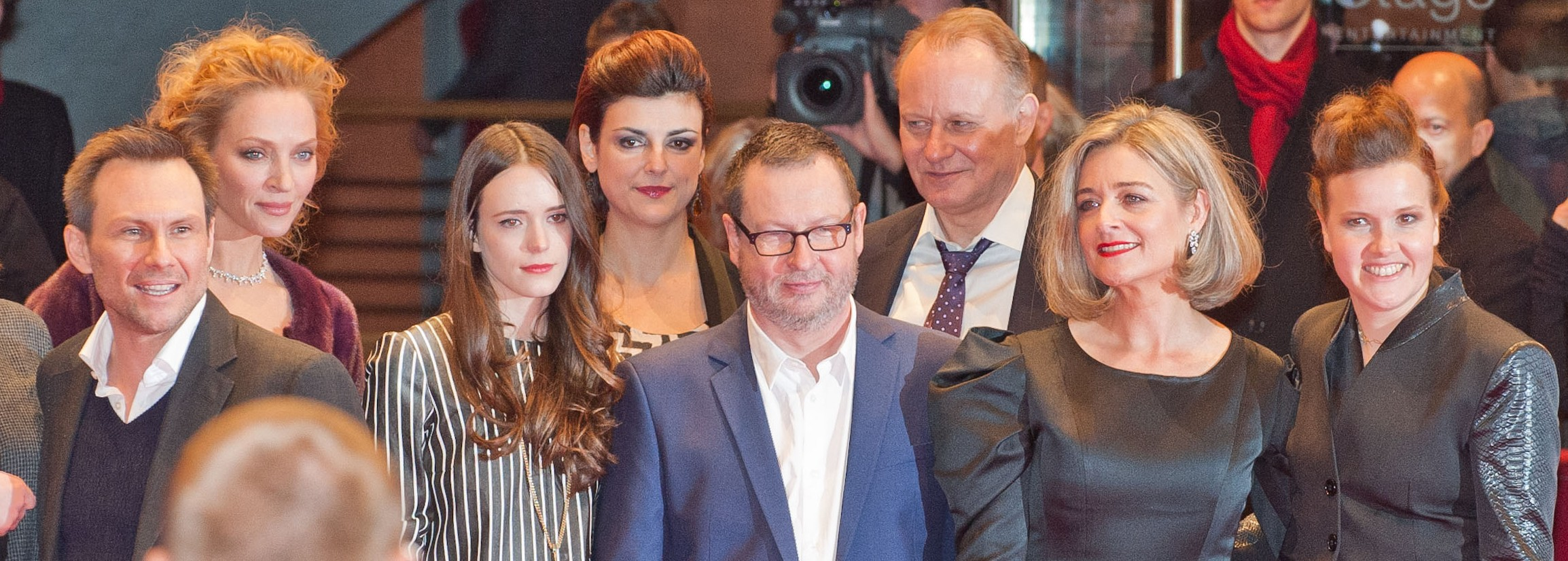
Stacy Martin (la terza da sinistra) con il cast e la troupe di Nymphomaniac al Festival di Berlino 2014

- Nymphomaniac, regia di Lars von Trier (2013)
- Winter, regia di Heidi Greensmith (2015)
- Il racconto dei racconti - Tale of Tales, regia di Matteo Garrone (2015)
- La Dame dans l'auto avec des lunettes et un fusil, regia di Joann Sfar (2015)
- The Childhood of a Leader - L'infanzia di un capo (The Childhood of a Leader), regia di Brady Corbet (2015)
- Taj Mahal, regia di Nicolas Saada (2015)
- High-Rise - La rivolta (High-Rise), regia di Ben Wheatley (2015)
- The Last Photograph, regia di Danny Huston (2017)
- Il mio Godard (Le redoutable), regia di Michel Hazanavicius (2017)
- Tutti i soldi del mondo (All the Money in the World), regia di Ridley Scott (2017)
- Joueurs, regia di Maria Monge (2018)
- Rosy, regia di Jess Bond (2018)
- Vox Lux, regia di Brady Corbet (2018)
- Quel giorno d'estate (Amanda), regia di Mikhaël Hers (2018)
- L'ultimo amore di Casanova (Dernier Amour), regia di Benoît Jacquot (2019)
- Amanti (Amants), regia di Nicole Garcia (2020)
- Archive, regia di Gavin Rothery (2020)
- The Night House - La casa oscura (The Night House), regia di David Bruckner (2020)
- L'ora del crepuscolo (The Evening Hour), regia di Braden King (2020)
- Il visionario mondo di Louis Wain (The Electrical Life of Louis Wain), regia di Will Sharpe (2021)
- I Love Greece, regia di Nafsika Guerry-Karamaounas (2022)
- Il seme (La Graine), regia di Éloïse Lang (2023)
- Ritratto di un amore (Bonnard, Pierre et Marthe), regia di Martin Provost (2023)
- The Brutalist, regia di Brady Corbet (2024)

### Televisione
- The Serpent – miniserie TV, 3 puntate (2021)

## Doppiatrici italiane
Nelle versioni in italiano delle opere in cui ha recitato, Stacy Martin è stata doppiata da:
- Erica Necci in Nymphomaniac, The Night House - La casa oscura, Archive
- Letizia Ciampa ne Il racconto dei racconti - Tale of Tales, L'ultimo amore di Casanova
- Joy Saltarelli ne Il mio Godard, Amanti
- Perla Liberatori in The Childhood of a Leader - L'infanzia di un capo
- Domitilla D'Amico in Tutti i soldi del mondo
- Gea Riva in Quel giorno d'estate
- Eva Padoan in Vox Lux
- Valentina Favazza ne Il visionario mondo di Louis Wain
- Valentina Perrella ne L'ora del crepuscolo
- Rossa Caputo in Taj Mahal
- Lucrezia Marricchi ne Il seme
- Mariagrazia Cerullo in Ritratto di un amore
- Livia Amatucci in The Brutalist